# Leonhard Spitzauer

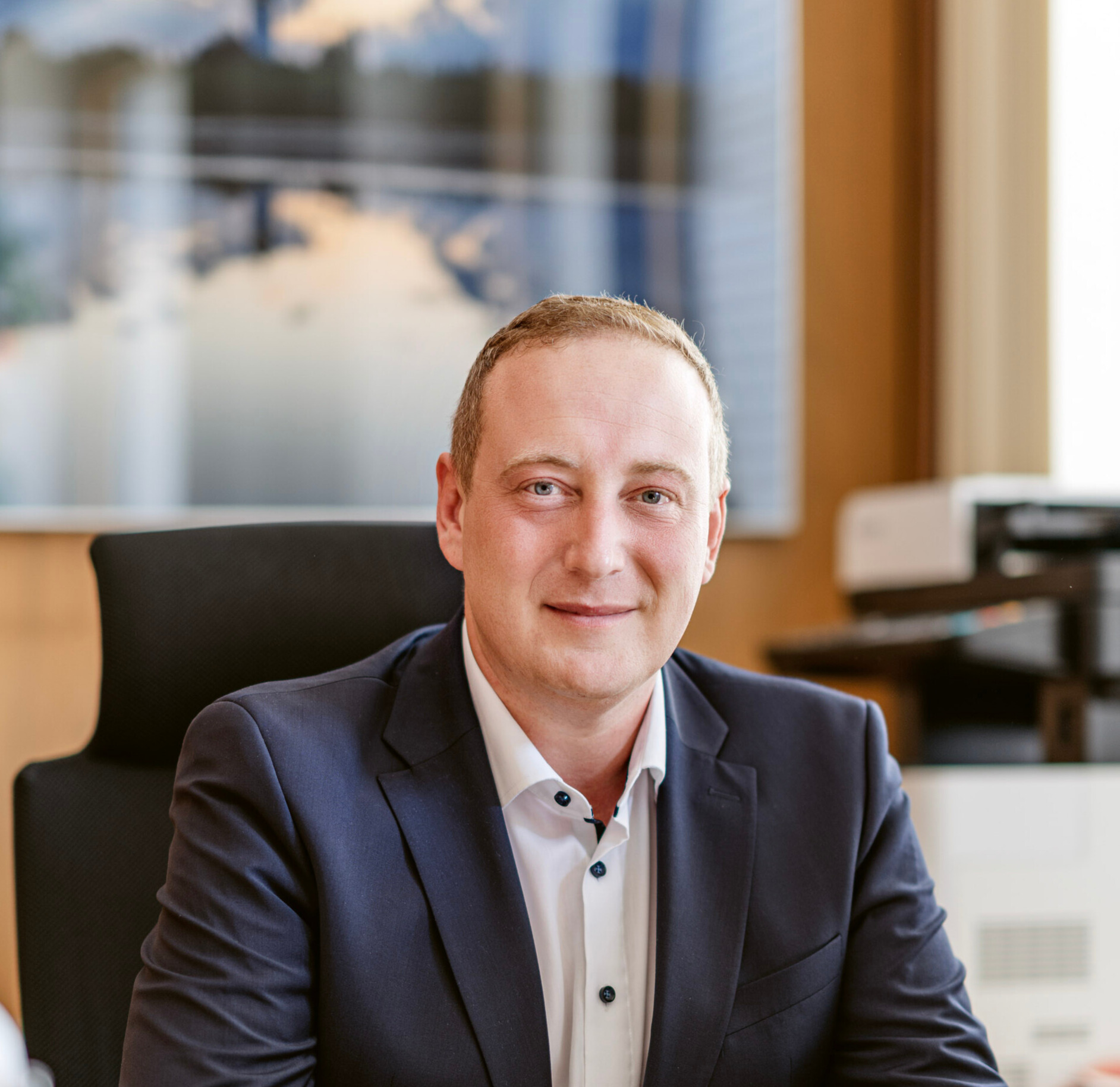
Leonhard Spitzauer (2023)

Leonhard Spitzauer (* 20. April 1985 in München) ist ein deutscher Kommunalpolitiker  (CSU). Er ist Bürgermeister der Gemeinde Vaterstetten.

## Werdegang
Spitzauer studierte angewandte Medienwirtschaft und war zunächst als Projektmanager tätig. Seit 2015 ist er Inhaber einer Immobilienfirma und geschäftsführender Gesellschafter einer Immobilienverwaltungsgesellschaft. Leonhard Spitzauer war von 2015 bis 2021 Kommandant der Freiwilligen Feuerwehr Parsdorf-Hergolding, davor war er sechs Jahre lang als stellvertretender Kommandant tätig. 
Im Jahre 2016 wurde Spitzauer Mitglied des Gemeinderats von Vaterstetten. Zur Kommunalwahl 2020 trat Spitzauer als Bürgermeisterkandidat gegen vier weitere Bewerber an. In der Stichwahl am 29. März 2020 setzte er sich mit 50,66 Prozent knapp gegen seine Konkurrentin Maria Wirnitzer (SPD) mit 49,34 Prozent durch, das entspricht einem Stimmenunterschied von 186. Im ersten Wahlgang am 15. März 2020 erhielt Spitzauer 39,1 Prozent, vor Maria Wirnitzer mit 27,8 Prozent. Die Kandidaten David Göhler (Grüne, 14,8 %), Roland Meier (Freie Wähler, 11,7 %) und Klaus Willenberg (FDP, 6,7 %) verpasste den Einzug in die Stichwahl. Vorgänger Georg Reitsberger (Freie Wähler) durfte aus Altersgründen nicht erneut für das Bürgermeisteramt kandidieren.